# Chiesa di San Martino Vescovo (La Spezia)
La chiesa di San Martino Vescovo è un luogo di culto cattolico situato nella frazione di Biassa nel comune della Spezia. La chiesa è sede della parrocchia omonima del Vicariato della Spezia I della diocesi della Spezia-Sarzana-Brugnato.

## Storia
La chiesa di San Martino è ricordata in un elenco di beni del 1248 e in molti documenti posteriori come  dipendente dalla Pieve di Marinasco.

La prima chiesa parrocchiale, dedicata anch'essa a San Martino di Tours, matrice delle Parrocchie attuali di Biassa, Riomaggiore e Carpena, era situata più in alto, fra il monte Verrugoli e il Parodi; ne resta l’abside in bella struttura romanica.
L'attuale chiesa parrocchiale deriva dell'ingrandimento di un'antica cappella romanica, a cui è stata aggiunta un navata, spartita da colonne di arenaria, opera forse del secolo XVI, quando fu completato anche il campanile. 

L’esterno è della metà del XIX secolo.

## Descrizione
Nella lunetta sopra il portale è un bassorilievo dedicato a Santo che condivide il mantello con un povero (1930).
Sul fianco sinistro è l'antico portale sopra il quale, in una nicchia, sono resti di un affresco devozionale. L'interno è a copertura lignea retta da arcate trasversali su sei colonne. Sulla parete destra un piccolo rilievo rappresenta San Martino giovinetto (proveniente dalla chiesa vecchia) e, sulla parete sinistra, un tabernacolo con un rilievo della Pietà, opere entrambe del XV secolo. Su una parete è anche murato lo stemma della comunità di Biassa: una torre con il motto Nec vi, nec dolo.
L'abside si apre ad oriente a forma circolare in basso, e a catino in alto; il coro riceve luce da un'unica finestra romanica a doppia strombatura, composta, come tutte le altre, di 56 bozze di arenaria finemente lavorate, con vetrata istoriata che rappresenta la Madonna del Rosario.

Il coro, in legno lavorato, corre intorno all'abside nel cui centro è l'altare maggiore barocco di marmi di vari colori. 
Sull'altare è un grande Crocifisso in legno, del XIX secolo. Il tabernacolo è di tradizione campionese. Il presbiterio è chiuso da una balaustra in marmo bianco e rosso che reca la data del 1792. A destra dell'altare maggiore, presso la porta della Sagrestia, si apre una finestra romanica, scoperta durante i lavori di restauro, che risale all'XI secolo.
In sagrestia sono conservati un piatto da elemosina in ottone sbalzato con la rappresentazione di Adamo ed Eva (lavoro tedesco del XV secolo) ed una serratura del peso di circa 8 kg (manufatto genovese del XVI secolo) proveniente dalla Chiesa di San Martino vecchio.
Il campanile, del XVI secolo, è in pietra arenaria.
Dipendono dalla parrocchia l'Oratorio degli Angeli Custodi, l'Oratorio di San Rocco, l'Oratorio dei Santi Antonio e Maurizio in località Telegrafo, l'Oratorio di Sant'Antonio di Padova e l'Oratorio di Santa Croce